# Roberto Carlos Juárez
Roberto Carlos Juárez Gutiérrez (ur. 4 lipca 1984 w Guadalajarze) – meksykański piłkarz występujący na pozycji środkowego lub lewego obrońcy.

## Kariera klubowa
Juárez rozpoczynał swoją karierę piłkarską jako dziewiętnastolatek w drugoligowym zespole Inter de Riviera Maya, z którego po upływie sześciu miesięcy za sprawą dobrych występów przeniósł się do klubu Cruz Azul ze stołecznego miasta Meksyk. Przez kolejne trzy lata występował jednak wyłącznie w drugoligowych rezerwach – najpierw Cruz Azul Oaxaca (z którym w jesiennym sezonie Apertura 2005 dotarł do dwumeczu finałowego rozgrywek Primera División A), a następnie Cruz Azul Hidalgo. Do pierwszej drużyny Cruz Azul został włączony dopiero w wieku dwudziestu trzech lat przez urugwajskiego szkoleniowca Sergio Markariána i w meksykańskiej Primera División zadebiutował 14 października 2007 w zremisowanym 1:1 spotkaniu z Pueblą. Pełnił jednak rolę głębokiego rezerwowego ekipy, notując sporadyczne występy wobec sporej konkurencji o miejsce w składzie, wciąż występując głównie w rezerwach.
Wiosną 2009 Juárez został zawodnikiem ekipy Puebla FC, gdzie już po kilku miesiącach został podstawowym zawodnikiem linii defensywy. W późniejszym czasie został mianowany kapitanem zespołu, zaś 29 sierpnia 2010 w wygranej 3:1 konfrontacji z Pachucą strzelił swojego premierowego gola w najwyższej klasie rozgrywkowej. Ogółem w barwach Puebli spędził cztery i pół roku, jednak nie odniósł większych osiągnięć, zaś przez ostatnie sześć miesięcy sporadycznie pojawiał się na boisku. W lipcu 2013 przeszedł do klubu Chiapas FC z siedzibą w Tuxtla Gutiérrez, jednak wobec nikłej szansy na grę w składzie, już po pół roku został wypożyczony do Querétaro FC, gdzie również był wyłącznie rezerwowym. W lipcu 2014 udał się na wypożyczenie do drugoligowego Lobos BUAP z miasta Puebla, w którego barwach występował przez rok, po czym – również na zasadzie wypożyczenia – powrócił do najwyższej klasy rozgrywkowej, ponownie zasilając Pueblę. W 2015 roku zdobył z nią superpuchar Meksyku – Supercopa MX, lecz był wyłącznie rezerwowym i w wieku 32 lat postanowił zakończyć karierę.

## Statystyki kariery
| Inter      | 2003–2004 | Meksyk | Ascenso MX | 15  | 0 | —  | — | —       | — | — | 15  | 0 |
| CA Oaxaca  | 2004–2005 | Meksyk | Ascenso MX | 23  | 2 | —  | — | —       | — | — | 23  | 2 |
| CA Oaxaca  | 2005–2006 | Meksyk | Ascenso MX | 27  | 1 | —  | — | —       | — | — | 27  | 1 |
| CA Hidalgo | 2006–2007 | Meksyk | Ascenso MX | 24  | 0 | —  | — | —       | — | — | 24  | 0 |
| CA Hidalgo | 2007–2008 | Meksyk | Ascenso MX | 10  | 0 | —  | — | —       | — | — | 10  | 0 |
| CA Hidalgo | 2008–2009 | Meksyk | Ascenso MX | 10  | 0 | —  | — | —       | — | — | 10  | 0 |
| Cruz Azul  | 2007–2008 | Meksyk | Liga MX    | 2   | 0 | —  | — | —       | — | — | 2   | 0 |
| Cruz Azul  | 2008–2009 | Meksyk | Liga MX    | 0   | 0 | —  | — | LM      | 6 | 0 | 6   | 0 |
| Puebla     | 2008–2009 | Meksyk | Liga MX    | 8   | 0 | —  | — | —       | — | — | 8   | 0 |
| Puebla     | 2009–2010 | Meksyk | Liga MX    | 28  | 0 | 2  | 0 | —       | — | — | 30  | 0 |
| Puebla     | 2010–2011 | Meksyk | Liga MX    | 28  | 2 | —  | — | SL      | 3 | 0 | 31  | 2 |
| Puebla     | 2011–2012 | Meksyk | Liga MX    | 30  | 1 | —  | — | —       | — | — | 30  | 1 |
| Puebla     | 2012–2013 | Meksyk | Liga MX    | 15  | 1 | 8  | 0 | —       | — | — | 23  | 1 |
| Chiapas    | 2013–2014 | Meksyk | Liga MX    | 3   | 0 | 4  | 0 | —       | — | — | 7   | 0 |
| Querétaro  | 2013–2014 | Meksyk | Liga MX    | 3   | 0 | 6  | 0 | —       | — | — | 9   | 0 |
| BUAP       | 2014–2015 | Meksyk | Ascenso MX | 15  | 0 | 13 | 1 | —       | — | — | 28  | 1 |
| Puebla     | 2015–2016 | Meksyk | Liga MX    | 6   | 0 | 6  | 0 | —       | — | — | 12  | 0 |
| Ogółem     | Ogółem    | Ogółem | Ogółem     | 247 | 7 | 39 | 1 | LM + SL | 9 | 0 | 295 | 8 |

- LM – Liga Mistrzów CONCACAF
- SL – SuperLiga